# Port lotniczy Gia Lâm
Port lotniczy Gia Lâm (wietn. Sân bay Gia Lâm) − krajowy port lotniczy położony w Hanoi w Wietnamie. 